# بلارغو
بلارغو هي قرية في مقاطعة أرومية، إيران. يقدر عدد سكانها بـ 282 نسمة بحسب إحصاء 2016.